# Adam Wiśniowiecki
Adam Wiśniowiecki (circa. 1566 - 1622), noble (szlachta) y magnate de la Mancomunidad de Polonia-Lituania. Apoyó a Dimitri I durante el Período Tumultuoso moscovita. Es famoso, juntamente con Konstanty Wiśniowiecki (1564-1641), por haber encontrado a este falso Dimitri. Pertenecía a una familia descendiente de la Dinastía rúrika.
Se casó con Aleksandra Chodkiewicz antes de 1601. En 1602 nació su hija Krystyna Wiśniowiecka.